# تشارلز ناثانيل هاسكل
تشارلز ناثانيل هاسكل (بالإنجليزية: Charles N. Haskell) هو سياسي أمريكي ينتمي إلى الحزب الديمقراطي الأمريكي. ولد هاسكل في 13 مارس 1860 في ولاية أوهايو الأمريكية وتوفي في 5 يوليو 1933 في مدينة أوكلاهوما سيتي ويعد هاسكل أول حاكم على ولاية أوكلاهوما بعد انضمامها إلى الاتحاد الأمريكي باعتبارها الولاية السادسة والأربعين في الاتحاد، وقد كان حاكما للولاية ما بين سنة 1907 إلى سنة 1911.